# Pipidae
Las ranas sin lengua (Pipidae), son un clado de anfibios anuros primitivos compuesto por 41 especies que habitan en la región tropical de Sudamérica (género Pipa) y en el África subsahariana (resto de géneros). Se caracterizan por la ausencia de lengua, la presencia de un cuerpo aplanado dorsoventralmente y membranas interdigitales completas.

## Taxonomía
Se reconocen las 4 géneros siguientes según ASW:
- Hymenochirus Boulenger, 1896  (4 especies)
- Pipa Laurenti, 1768 (7 especies)
- Pseudhymenochirus Chabanaud, 1920 (1 especie)
- Silurana Gray, 1864 (sinónimo más moderno de Xenopus)
- Xenopus Wagler, 1827 (29 especies)

Además, se conocen los siguientes géneros extintos:
- † Eoxenopoides Haughton, 1931
- † Llankibatrachus Báez & Pugener, 2003
- † Pachycentrata Báez & Rage, 2004
- † Saltenia Reig, 1959
- † Shelania Casamiquela, 1960
- † Singidella Báez & Harrison, 2005
- † Vulcanobatrachus Trueb, Ross & Smith, 2005
- † Shomronella Estes et al., 1978
- † Oumtkoutia Rage & Dutheil, 2008

## Sinonimia
La familia Pipidae tiene los siguientes sinónimos:
| - Piprina Gray, 1825 - Pipoidea — Fitzinger, 1826 - Pipina — Gray, 1829 - Piparia — Hemprich, 1829 - Pipae — Tschudi, 1838 - Dactylethridae Hogg, 1838 - Astrodactylidae Hogg, 1839 - Pipidae — Swainson, 1839 - Pipina — Bonaparte, 1840 - Pipaeformes — Duméril & Bibron, 1841 - Pipadae — Hallowell, 1858 - Pipoides — Bruch, 1862 | - Pipida — Knauer, 1883 - Pipidae — Bolkay, 1919 - Pipinae — Metcalf, 1923 - Dactylethrinae — Metcalf, 1923 - Xenopodinae — Metcalf, 1923 - Xenopinae — Noble, 1931 - Siluraninae Cannatella & Trueb, 1988 - Pipinomorpha Báez & Pugener, 2003 - Xenopodinomorpha Báez & Pugener, 2003 - Pipoidia — Dubois, 2005 - Pipoidea — Dubois, 2005 |